# Il gatto con gli stivali in giro per il mondo
Il gatto con gli stivali in giro per il mondo (長靴をはいたネコ ８０日間世界一周 Nagagutsu o haita neko: Hachijū nichikan sekai isshū) è un film d'animazione del 1976 diretto da Hiroshi Shidara.
Prodotto dalla Toei Animation, è il terzo e ultimo episodio della trilogia iniziata con il film del 1969 Il gatto con gli stivali e proseguita nel 1972 con ...continuavano a chiamarlo il gatto con gli stivali. Come il primo film, anche questo è liberamente ispirato a un'opera letteraria, ovvero Il giro del mondo in 80 giorni di Jules Verne. Inoltre viene citato a più riprese il film del 1965 La grande corsa di Blake Edwards.
In questo terzo episodio viene rivelato che la trilogia si svolge in una sorta di dimensione alternativa dove esistono città come Dondra e Pong Kong. Nel film sembra che il mondo sia abitato esclusivamente da animali parlanti, ma questo andrebbe contro gli episodi precedenti, dove gatti e topi interagivano con gli esseri umani.

## Trama
Londra, 1880. Il gatto Pero (Biagio nel doppiaggio italiano) lavora in un ristorante dove sono solite riunirsi le persone più ricche della città, tra cui il perfido Lord Porcon. In occasione dell'apertura del Canale di Cuez, Pero scommette con Lord Porcon di riuscire a fare il giro del mondo in soli 80 giorni. Così Pero parte con i suoi amici e colleghi di lavoro: l'ippopotamo Teodoro (padrone del ristorante), il topo Tobia e suo figlio Carletto. Ma Lord Porcon è deciso a vincere la scommessa, e assolda il prof. Pelagatti per ostacolare in tutti i modi Pero e i suoi amici. Le cose si faranno ancora più difficili quando Pelagatti si alleerà con i tre gattolieri, gli storici nemici di Pero.